# Heiligenberg (Francja)
Heiligenberg – miejscowość i gmina we Francji, w regionie Grand Est, w departamencie Dolny Ren.
Według danych na rok 1990 gminę zamieszkiwało 535 osób, 98 os./km².